# Nuovo soggettario
El Nuovo soggettario es el sistema realizado por la Biblioteca Nacional Central de Florencia (BNCF), cuya tarea institucional es mantener y desarrollar instrumentos de indización por materia, en virtud de su papel como archivo nacional del libro y como agencia bibliográfica productora de la Bibliografía Nacional Italiana (BNI).
Se puede utilizar en bibliotecas, archivos, mediatecas, centros de documentación u otros institutos de herencia cultural para indizar recursos de distinta naturaleza (textos, imágenes, sonidos, páginas web, etc.) en varios soportes (analógicos, digitales); lo constituye un sistema de varios componentes, de los cuales, los principales son: un conjunto de normas sintácticas y semánticas (publicadas en la Guía relacionada) destinadas al procesamiento de los de encabezamientos de materia; el Tesauro multidisciplinar en lengua italiana que, en fase de investigación, contiene la terminología utilizable en la indización por los usuarios de catálogos en línea y otras bases de datos. El Tesauro del Nuovo Soggettario está disponible en formato abierto con el objeto de aplicar datos enlazados (linked data).  

## Finalidad
El objetivo del Nuovo soggettario es proponer un método de indización por materias coherente con las indicaciones de los estándares internacionales en la materia. El Nuovo soggettario se ha renovado el Soggettario per i cataloghi delle biblioteche italiane, publicado por la BNCF en 1956, durante varios años por la mayoría de las bibliotecas italianas.

## Historia
El proyecto de elaboración del Nuovo soggettario fue iniciado por Antonia Ida Fontana, directora de la Biblioteca Nacional Central de Florencia desde 1996 hasta 2010, y fue apoyado desde el principio por el Ministerio della Cultura (MiC) y por el Istituto centrale per il catalogo unico delle biblioteche italiane e per le informazioni bibliografiche (ICCU).
Nació con la convicción de que el Soggettario de 1956 era ya un instrumento obsoleto y que era necesaria una profunda revisión, teniendo en cuenta los desarrollos que se habían producido en este ámbito como teorías, estándares  internacionales, modelos conceptuales y sistemas de indización de otros países.
Las principales etapas mediante las que se ha desarrollado el proyecto del Nuovo soggettario son las siguientes:
- 2000-2002: Estudio de viabilidad sobre la renovación del Soggettario por parte de un equipo de consultores externos, coordinado por Luigi Crocetti y procedente de la experiencia del Gruppo di ricerca sull'indicizzazione per soggetto (GRIS). El estudio analizó y definió los principios, las características y los requisitos del nuevo lenguaje de indización, produciendo un conjunto de recomendaciones, que se desarrollarían por etapas en un plan a corto y medio plazo.
- 2003-2005: Comprobación de las hipótesis identificadas para el nuevo lenguaje, experimentando con “casos bibliográficos” específicos; inicio de la fase de prototipo y opciones tecnológicas; redacción de las normas sintácticas y semánticas; preparación del prototipo de Tesauro en línea.
- 2007: Publicación del volumen Nuovo soggettario. Guida al sistema italiano di indicizzazione per soggetto Prototipo del Thesaurus, que contiene las normas (sintácticas y semánticas) y de la interfaz de búsqueda para el usuario del Tesauro en línea.
- 2007: Publicación del Tesauro en línea como servicio de suscripción, con actualizaciones semestrales. Inicio de la utilización del Nuovo soggettario por la Bibliografia nazionale italiana y comienzo del desarrollo y incremento terminológico del Tesauro.
- 2008: Inicio de la implantación del Nuovo soggettario por otras bibliotecas italianas.
- 2010: Acceso gratuito al Tesauro en línea y al Manual de aplicación, de ayuda para los indizadores, actualizado periódicamente.
- 2010: Prototipo de traducción del formato de metadatos del Tesauro en estándar SKOS/RDF, también con vistas a los datos enlazados y al inicio de la interoperabilidad con otros sistemas de organización del conocimiento (knowledge organization systems) disponibles en línea.
- 2011: Inicio de la interoperabilidad con la equivalencia en inglés de los de las Library of Congress Subject Headings (LCSH).
- 2011: Experimentación de la utilización del Tesauro en la indización automática de recursos digitales.
- 2012: Comienzo de la interoperabilidad con la equivalencia en francés del Répertoire d'autorité-matière encyclopédique et alphabétique unifié (RAMEAU)
- 2013: Inicio de la interoperabilidad recíproca entre el Tesauro y Wikipedia en italiano.
- 2016: Inicio de la interoperabilidad entre el Tesauro y la base de datos de archivos y museos con el objetivo GLAM.
- 2018: Inicio de la interoperabilidad con las equivalencias en alemán de Gemeinsame Normdatei (GND).
- 2019: Inicio de la ineroperabilidad con la equivalencia en español de Encabezamientos de materia de la Biblioteca Nacional de España (EMBNE).
- 2021: Publicación de la segunda edición totalmente revisada y actualizada del volumen Nuovo soggettario. Guida al sistema italiano di indicizzazione per soggetto.

## Diferencias con el strumento anterior

### Soggettario
El Soggettario de 1956 fue el resultado de un trabajo de 20 años, que un grupo de bibliotecarios de la Biblioteca Nacional Central de Florencia (coordinado en su última fase por Emanuele Casamassima) había elaborado a partir de los encabezamientos de materia del catálogo de la Biblioteca e inspirándose en la tradición estadounidense de las Library of Congress Subject Headings, LCSH. Contemplaba un tipo de indización precoordinado, basado en sus términos principales y subdivisiones; los encabezamientos de materia se constituían tanto por un único término presente en la lista, como por una combinación de varios términos (“cadenas de materias”). Se presentaba en forma de vocabulario controlado, con los términos en orden alfabético, relacionados con otros en base al significado no contemplaba un aparato de reglas sintácticas explícitas, las relaciones semánticas identificadas no respondían a un estándar uniforme y riguroso (que en aquel tiempo no existía).
Los principios fundamentales de exhaustividad, especificidad y coextensión no siempre se podían perseguir, a pesar de que el instrumento acogiese los criterios de análisis y de pertenencia a una categoría elaborados por Shiyali Ramamrita Ranganathan. A lo largo de cincuenta años el Soggettario fue enriquecido con la publicación de listas de actualización hasta 1999, que incluían nuevos términos introducidos por la Bibliografía Nacional Italiana. 
Sin embargo, el instrumento revelaba su falta de adecuación tanto a los sectores de disciplinas que habían  evolucionado mucho como con base en la estructura y léxico sin mencionar que la transición de los catálogos de papel a los electrónicos mostraba aún más los límites. 

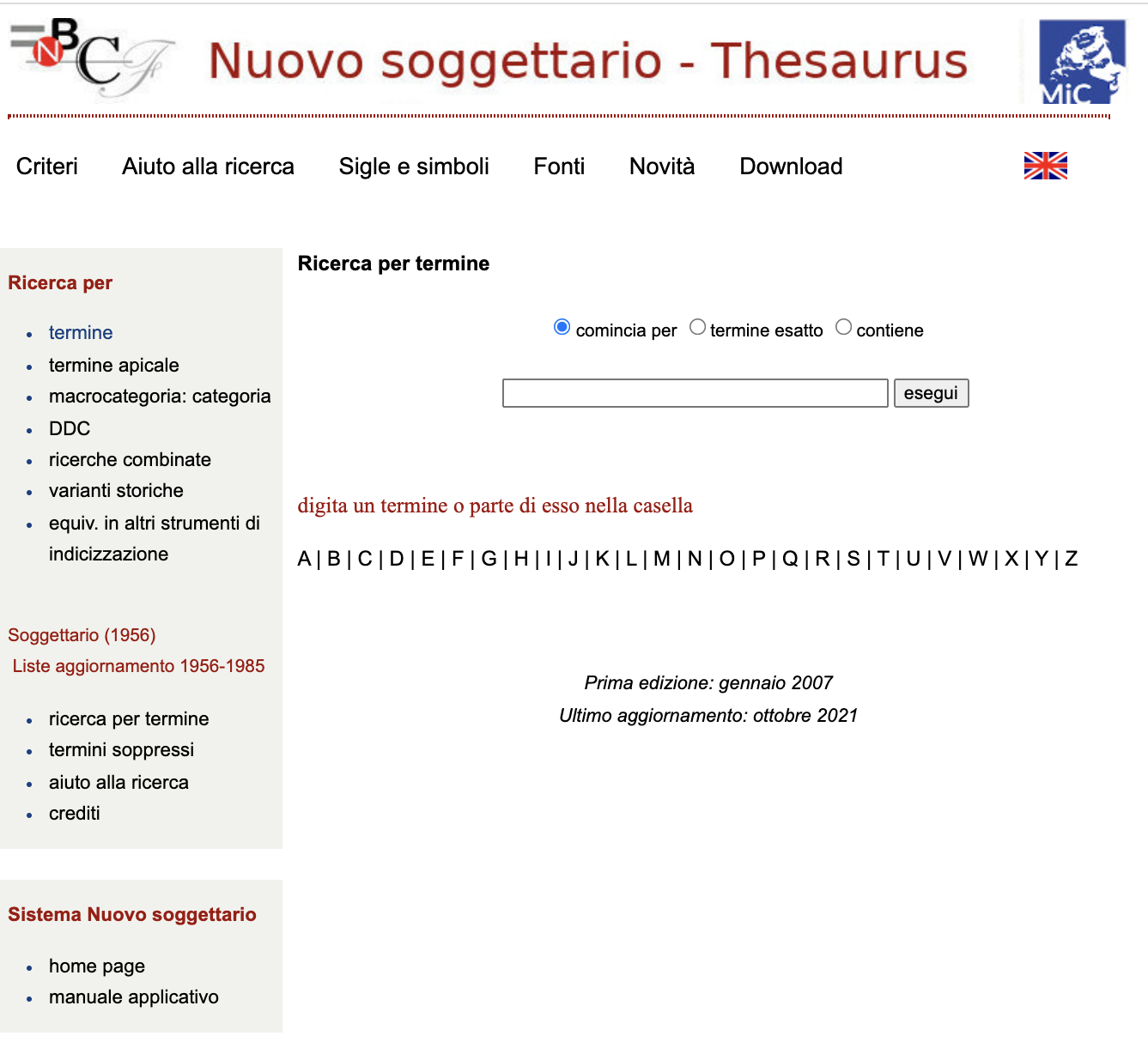
Tesauro Nuovo Soggettario

### Nuovo soggettario
El Nuovo Soggettario persigue principios de exhaustividad, especificidad y coextensión. Prevé normas sintácticas y semánticas explícitas y se puede utilizar tanto en modalidad precoordinada como postcoordinada. Se inspira en los principios de los sistemas analítico-sintéticos, se funda en un enfoque interdisciplinar de la indización, prestando atención al método de clasificación por facetas. El lenguaje previsto está constituido por un conjunto detallado de normas y por un tesauro multidisciplinar, como componentes fundamentales de una estructura que mantiene difrenciadas la esfera sintáctica y la terminológica. Se adhiere a los estándares ISO en materia de indización semántica (relativos al análisis conceptual y a los tesauros), a las líneas directrices de la International Federation of Library Associations and Institutions (IFLA) y a otros modelos que garantizan los requisitios funcionales en la búsqueda bibliográfica (por ejemplo, Functional Requirements for Bibliographic Records (FRBR), IFLA Library Reference Model (IFLA LRM)): gracias a estas características puede comunicarse y ser operable con otros instrumentos de indización.
El Nuovo Soggettario apuesta por desarrollar, cada vez más, la investigación en la web, para permitir la relación entre el Tesauro y otros tipos de vocabularios. Con vistas a una apertura hacia dominios no-librarios y en previsión de una integración cada vez mayor entre diferentes archivos, el Tesauro está disponible no sólo en las normas Zthes y MARC21, sino también en protocolos y formatos adecuados para el intercambio de datos en la web, como SKOS/RDF (primer mapeo en SKOS v. 0.1 de junio de 2010).
En este frente, la BNCF mantiene colaboraciones y contactos a nivel nacional e internacional para optimizar las modalidades de publicación en línea – como linked data – de los metadatos producidos. Los metadatos del Tesauro están disponibles bajo la Licenza Creative Commons Attribuzione 4.0 que permite su uso gratuito a condición de que se reconozca explícitamente su autoría.
Los usuarios del Tesauro pueden interactuar con el grupo de trabajo de la BNCF, rellenando un formulario específico, (al cual se accede a través de un enlace marcado con un icono en forma de sobre, visible al lado de cada término), para enviar comentarios y señalizaciones sobre el propio término, sus relaciones semánticas, etc. en relación con la terminología ya presente. En cambio, la propuesta de nuevos términos está reservada a los entes formalmente asociadosa con la BNCF para el desarrollo del Tesauro.

### Desarrollos
Las actualizaciones y revisiones del Tesauro se efectúan por el Settore ricerche e strumenti di indicizzazione semantica de la BNCF (coordinación general) con la colaboración de otros dos sectores de la BNCF:  Bibliografia nazionale italiana (BNI) e Servizi informatici. 
El Nuovo soggettario, que se sirve de una amplia red de colaboraciones con entes de diversa índole (bibliotecas universitarias, locales, eclesiásticas etc.,  todos los SBN mportantes institutos de investigación y culturales como la Accademia della Crusca, el CNR, el Instituto de la Enciclopedia Italiana Treccani. etc.) se integra cada vez más con los datos estructurados de Wikidata. Además, el Tesauro está progresivamente incrementando su funcionalidad en términos de multilingüismo (gracias a los miles de equivalencias gradualmente implementadas) y tiene el objetivo de mejorar sus vínculos con los metadatos de archivos y museos: una iniciativa innovadora en el panorama de los instrumentos de encabezamiento por materia realizados por las bibliotecas nacionales.

### Estadísticas
El Tesauro del Nuovo soggettario está en constante crecimiento; de los 13.000 términos publicados en el prototipo de enero de 2007 ha alcanzado los 72.600 términos en marzo de 2024. El aumento de términos y equivalentes en otros idiomas se registra cada seis meses y se puede consultar en la página web de la BNCF.